# Lijst van Oostenrijkse Eurocommissarissen
De lijst van Oostenrijkse Eurocommissarissen geeft een overzicht van de afgevaardigde commissieleden van de lidstaat Oostenrijk. Oostenrijk trad op 1 januari 1995 toe tot de Europese Unie en heeft sindsdien een commissaris bij de Europese Commissie.

## Eurocommissarissen
| Naam | Naam                                   | Naam                          | Aantreden       | Aftreden        | Commissie(s)                     |
| ---- | -------------------------------------- | ----------------------------- | --------------- | --------------- | -------------------------------- |
|      | Eurocommissaris Franz Fischler         | Franz Fischler (1946)         | 25 januari 1995 | 1 november 2004 | Santer Prodi                     |
|      | Eurocommissaris Benita Ferrero-Waldner | Benita Ferrero-Waldner (1948) | 1 november 2004 | 9 februari 2010 | Barroso I                        |
|      | Eurocommissaris Johannes Hahn          | Johannes Hahn (1957)          | 9 februari 2010 |                 | Barroso II Juncker Von der Leyen |